# جيمس بيلامي
جيمس بيلامي (بالإنجليزية: Jim Bellamy)‏ لاعب كرة قدم من إنجلترا مواليد عام 1881 لعب لعدة اندية في إنجلترا أهمها نادي آرسنال نادي بورتسموث نورويتش سيتي نادي ماذرويل نادي بيرنلي ونادي فولهام ، في أواسط العشرينيات من القرن العشرون توجه للتدريب ودرب نادي نادي بريشيا الايطالي خلال عامي 1934 - 1935 درب نادي برشلونة دون ان يحقق نجاح يذكر مع النادي .

## وصلات خارجية
- جيمس بيلامي على موقع قاعدة بيانات كرة القدم.إي يو (الإنجليزية)
- جيمس بيلامي على موقع Soccerbase.com (لاعب) (الإنجليزية)
- جيمس بيلامي على موقع عالم كرة القدم.نت (الإنجليزية)

1. ↑  المدرب جيمس بيلامي مع نادي برشلونة نسخة محفوظة 05 سبتمبر 2012 على موقع واي باك مشين.